# Frank Turner
Frank Turner (* 28. prosince 1981) je anglický zpěvák a kytarista. V letech 2001 až 2005 byl členem skupiny Million Dead a po svém odchodu se začal věnovat sólové kariéře, během které vydal do roku 2015 šest studiových alb a tři EP. V roce 2010 nahrál společné EP s americkým hudebníkem Jonem Snodgrassem nazvané Buddies.

## Sólová diskografie
Studiová alba
- Sleep Is for the Week (2007)
- Love Ire & Song (2008)
- Poetry of the Deed (2009)
- England Keep My Bones (2011)
- Tape Deck Heart (2013)
- Positive Songs for Negative People (2015)
- Be More Kind (2018)

EP
- Campfire Punkrock (2006)
- The Real Damage (2007)
- Rock & Roll (2010)